# Wallis Day
Wallis Day (Londra, 20 settembre 1994) è un'attrice britannica.

## Primi anni di vita
Wallis Day è nata il 20 settembre 1997 a Londra. Suo padre ha studiato all'Università di Oxford, e sua madre all'Università di Cambridge. Day ha dichiarato di provenire da "una famiglia molto normale con lavori molto normali" poiché nessuno della sua famiglia aveva legami con l'industria dell'intrattenimento. Quando aveva cinque anni, si appassionò alla recitazione dopo essere stata portata a vedere i balletti da suo padre, e si unì alla Stagecoach Theatre Arts alla stessa età. Day frequentò la Sylvia Young Theatre School, e in seguito le Arts Educational Schools (ArtsEd). 

## Carriera
Day ha firmato per l'agenzia di modelle Models 1 all'età di 13 anni, ed è stata la più giovane nell'agenzia per tre anni. Ha dichiarato di aver iniziato a fare la modella "per risparmiare per andare a scuola di recitazione". Durante il suo mandato come modella, Day ha posato per Garnier, Superdry e Nike tra gli altri. A 16 anni, ha smesso di fare la modella per intraprendere una carriera come attrice. Una delle sue prime apparizioni sullo schermo è stata in uno spot pubblicitario per Nintendo 3DS, dove la si vede giocare a Super Mario 3D Land. Quando aveva 17 anni, ha ottenuto il suo primo ruolo cinematografico come Lucy in Between Two Worlds. Il primo ruolo televisivo di Day è stato Holly Cunningham nella soap opera britannica Hollyoaks dal 2012 al 2013. 
Nel 2014, Day è apparsa in un video scherzoso su YouTube in cui si traveste da fidanzata di Caspar Lee e flirta con il suo compagno di stanza Joe Sugg. Il video ha ottenuto oltre 23 milioni di visualizzazioni. Nello stesso anno, è apparsa nei video musicali di "On My Way" di Lea Michele, "Arabella" degli Arctic Monkeys e "She Looks So Perfect" dei 5 Seconds of Summer, e nel settimo episodio della quarta serie di Trollied di Sky One. Nel 2015, Day è apparsa come Angelica nel film televisivo Casanova, e ha interpretato Olalla Jekyll/Hyde nella serie ITV Jekyll and Hyde. Dopo Jekyll and Hyde, si è presa una pausa per studiare all'ArtsEd. 
Nel 2016, Day è apparsa nella serie originale di Instagram Shield 5 come Amy Williams, e si è unita ai Royals nel ruolo ricorrente di Angie che ha interpretato fino al 2018. Nel 2017, è apparsa come Cressida Deveraux nella serie TNT Will. Dal 2018 al 2019, Day ha interpretato il ruolo regolare della serie di Nyssa-Vex, la nonna di Superman, nella serie Syfy Krypton. È apparsa come l'agente Shin nel film di fantascienza Infinite, uscito nel 2021. 
Nel marzo 2021, Day è stata scelta per ripresentarsi nella seconda stagione della serie CW Batwoman per sostituire il ruolo di Kate Kane da Ruby Rose. Ha debuttato nell'episodio "Initiate Self-Destruct", dove viene spiegato il cambiamento facciale del personaggio. Day ha anche interpretato Circe Sionis. Nel febbraio 2022, si è unita alla seconda stagione di Sex/Life di Netflix in un ruolo ricorrente come Gigi, e ad agosto, si è unita al film Red Sonja nel ruolo della sorellastra del personaggio del titolo Annisia.

## Vita privata
Durante i suoi anni di formazione, Day e la sua famiglia si trasferirono spesso; in 12 anni, Day studiò in 11 scuole diverse. A Day non piace interpretare personaggi stereotipati come "la fidanzata del personaggio principale o la ragazza della porta accanto "; ha citato la sua preferenza per i ruoli che richiedono più azione, tra cui le femme fatale.
Aspirante scrittrice, ha scritto un romanzo thriller psicologico a metà degli anni 2010 e spera di convertirlo in una sceneggiatura. Day è allenata in arti marziali miste, boxe e Muay Thai. È anche una nuotatrice qualificata e ha iniziato a prepararsi per partecipare alle Olimpiadi estive del 2012, ma ha deciso di lasciare il nuoto per concentrarsi sulla sua carriera di attrice. Day si è dichiarata vegana nel 2017. 
Ha scelto di non commentare la sua sessualità, affermando nel 2017, "Essere etero, bisessuale o gay NON è una scelta. Tutto quello che dirò su questo argomento." In precedenza è stata legata a Lili Reinhart.

## Filmografia parziale

### Cinema
- Between Two Worlds, regia di James Marquand (2016)
- Infinite, regia di Antoine Fuqua (2021)
- Sheroes, regia di Jordan Gertner (2023)
- Red Sonja, regia di M. J. Bassett (2025)

### Televisione
- Hollyoaks - serie TV, 36 episodi (2012-2013)
- Hollyoaks Later - serie TV, 5 episodi (2013)
- Casanova - film TV (2015)
- Jekyll and Hyde - miniserie TV, 4 episodi (2015)
- The Royals - serie TV, 7 episodi (2016-2018)
- Krypton - serie TV, 20 episodi (2018-2019)
- Batwoman - serie TV, 7 episodi (2021)
- Sex/Life - serie TV, 5 episodi (2023)

### Videoclip musicali
- Lea Michele - On My Way (2014)
- Arctic Monkeys - Arabella (2014)
- 5 Seconds of Summer - She Looks So Perfect (2014)